# 로드 오브 버밀리온
《로드 오브 버밀리온》(LORD of VERMILION, ロード・オブ・ヴァーミリオン)은 스퀘어 에닉스가 출시한 일본의 아케이드 게임이다.

## 개요
스퀘어 에닉스사의 온라인 대결형 트레이딩 카드 게임이다.
주인공이 그려진 플레이어 카드와 판타지 세계에 등장하는 몬스터의 그림, 능력이 그려진 카드(사용마카드)를 테이블형 독해 케이스 위에서 조작하고 실시간으로 대전하는 시스템으로 되어있다. 플레이어 정보는 서버로 저장되어 있고, IC카드로 인출된다. 데이터의 전송은 NESYS를 이용하고 있다. 케이스는 유구한 차륜과 공용하고 게임화면에 덧붙여 플레이 스크린(카드를 움직이는 부분)에도 화상이 표시된다. IC카드의 사용은 필수이고, 100회의 플레이 횟수가 설정되어 있고, 0이 되면 카드를 갱신할 필요가 있다. 또한 100일 이상 플레이하지 않으면 그 IC카드는 도수를 다 사용한 취급이 되어 사용 불능이 되지만, 새로운 카드로 갱신하면, 기존의 정보를 잃지 않고 플레이를 재개할 수 있다.
스퀘어·에닉스로서는, 원작이 없는 오리지날물에서는 첫 아케이드 게임 직접 참가가 된다(원작부는 드래곤 퀘스트 몬스터 배틀 로드가 있어, 유구한 차륜은 개발뿐. 또, 간접 참가로서는, 구스퀘어의 에어 가이트와 구에닉스의 버스트 앰브가 있고, 모두 판매는 남코이다). 카드 일러스트의 일러스트레이터는, I에서는 아마노 요시타카나 하기와라 카즈시등 유명한 인물을 포함, 자사제품(게임 이외에도, 출판하고 있는 잡지를 포함한다)에 참가한 인물이 주를 이룬다. 다만 II가 되는 것에 해당하고, 유명 일러스트레이터는 줄어 엔딩의 크레디트로부터도 제외되었다. 그 후 마이너 버전 업에 따라 상기 일러스트레이터의 부활과 새로운 일러스트레이터가 참가하고 있다.